# Gottfrid Svartholm
Per Gottfrid Svartholm Warg, znan tudi pod imenom anakata, švedski računalničar in programer, * 17. oktober 1984 Stockholm, Švedska.
Gottfrid Svartholm je septembra 2003 skupaj z Fredrikom Neijom in Petrom Sundom ustanovil spletno piratsko mesto The Pirate Bay, ki je kmalu postala najbolj svetovno obiskana spletna stran, ki omogoča brezplačno iskanje, prenos in nalaganje filmov, serij, glasbe in videoiger. Ustvaril je tudi programsko opremo za sledenje Hypercube, ki je bila uporabljena za delovanje spletne strani in sledilnika The Pirate Bay. Aprila 2009 je bil Svartholm na švedskem sodišču spoznan za krivega za pomoč pri kršenju avtorskih pravic in obsojen na eno leto zaporne kazni ter plačilo globe.
27. novembra 2013 je bil izročen na Dansko, kjer je bil obtožen infiltracije v dansko zbirko podatkov socialne varnosti, zbirko podatkov o vozniških dovoljenjih in skupni informacijski sistem, ki se uporablja v schengenskem območju. Medtem, ko je čakal na sodni postopek, je bil zaprt v samici. Sojenje se je končalo 31. oktobra 2014, sodišče pa ga je spoznalo za krivega in ga obsodilo na tri leta in pol zaporne kazni. Na sodbo se je Svartholm nemudoma pritožil, vendar so se sodniki v strahu, da bi se lahko izognil kazni, odločili, da mora do pritožbe ostati v priporu.
Potem, ko je tri leta preživel v različnih zaporih na Švedskem in Danskem, so ga končno izpustili 29. septembra 2015.